# Kościół św. Stanisława w Zasowie
Kościół świętego Stanisława – rzymskokatolicki kościół parafialny znajdujący się w Zasowie, należący do dekanatu Radomyśl Wielki diecezji tarnowskiej.

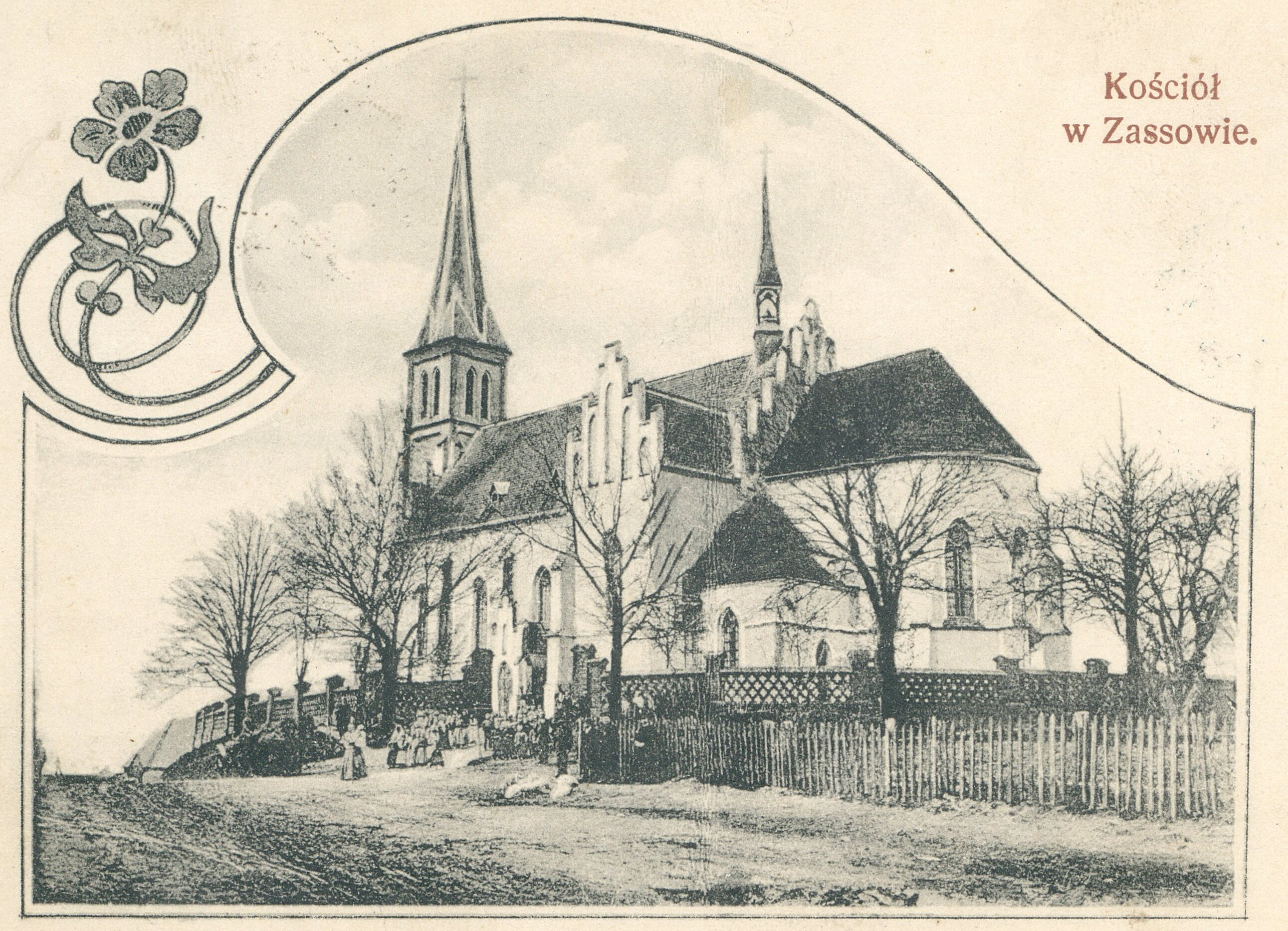
Kościół około 1910

Obecna świątynia została wzniesiona w 1885 roku i konsekrowana w 1886 roku przez biskupa tarnowskiego Ignacego Łobosa. Budowla została zniszczona podczas działań wojennych w 1915 roku, kiedy zburzona została wieża oraz w 1944 roku, kiedy zostały zniszczone dachy, wieża i część wyposażenia. W 1945 roku świątynia została odbudowana a w 1966 roku została gruntownie odnowiona. 
Jest to budowla w stylu neogotyckim, murowana z cegły i otynkowana. Świątynia jest jednonawowa, czteroprzęsłowya, posiada parę kaplic w formie transeptu oraz prezbiterium zamknięte trójbocznie, po bokach którego są umieszczone dwie przybudówki zakrystyjne. Przy nawie od frontu, znajduje się niska wieża, nie przywrócona do pierwotnej wysokości. Wnętrze jest nakryte sklepieniami krzyżowymi na gurtach, spływającymi na filary przyścienne. Kaplice są otwarte do nawy arkadami ostrołukowymi. Na zewnątrz ściany budowli są opięte uskokowymi przyporami i przeprute ostrołukowymi oknami. Szczyty schodkowe znajdują się nad kaplicami oraz pomiędzy nawą a prezbiterium. Kościół posiada dachy dwuspadowe, nakryte blachą, z wieżyczką na sygnaturkę nad nawą. Polichromia na ścianach prezbiterium oraz w transepcie została wykonana przez Zofię i Zbigniewa Kowalskich w 1966 roku. 
Wyposażenie reprezentuje głównie styl neogotycki. Budowla posiada siedem ołtarzy, z których pięć zostało wykonanych przez Wojciecha Samka w latach 1910–1914. W ołtarzu głównym znajduje się obraz św. Stanisława biskupa z początku XX wieku, namalowany przez Leopolda Rachwała. W ołtarzu bocznym w prawej kaplicy znajduje się obraz Matki Bożej Zasowskiej (w typie Matki Bożej Śnieżnej), zapewne z XVII wieku, namalowany na desce. W pozostałych ołtarzach znajdują się m.in. obrazy Matki Bożej Nieustającej Pomocy, Matki Bożej Różańcowej, Matki Bożej Niepokalanej oraz rzeźbiony krucyfiks. Ambona, stalle i konfesjonały reprezentują styl neogotycki. Chrzcielnica marmurowa, w stylu barokowym została wykonana w XVII wieku i jest ozdobiona kartuszem z herbami Korczak i Jelita. Dwa krucyfiksy w stylu barokowym pochodzą z XVII wieku, z których jeden jest zawieszony na zewnętrznej ścianie prezbiterium. Organy 25-głosowe firmy Biernacki zostały wykonane w latach 1958–1962 i przebudowane w 2003 roku przez Mirosława Jakubowskiego z Włocławka. Poprzednie organy firmy Rieger z 1904 roku zostały zniszczone podczas II wojny światowej.